# Coulans-sur-Gée
Coulans-sur-Gée é uma comuna francesa na região administrativa do País do Loire, no departamento de Sarthe. Estende-se por uma área de 27.48 km². Em 2010 a comuna tinha 1 735 habitantes (densidade: 63,1 hab./km²).